# Eurhynchium subrusciforme
Eurhynchium subrusciforme là một loài Rêu trong họ Brachytheciaceae. Loài này được (Müll. Hal.) E.B. Bartram mô tả khoa học đầu tiên năm 1946.